# The Ant and the Aardvark
A Formiga e o Tamanduá (The Ant and the Aardvark, no original em inglês) é um desenho de animação, criado pelos estúdios DePatie-Freleng Enterprises e lançado pela United Artists. Estreou nos Estados Unidos em 5 de Março de 1969.
Teve um total de 17 episódios
É a história de um aardvark azul sempre perseguindo uma formiga vermelha, mas nunca conseguindo ter sucesso. Embora o protagonista do desenho seja um porco-da-terra (ou Aardvark), na versão brasileira do desenho ele aparece como um tamanduá, talvez pelo fato deste mamífero ser mais conhecido no país. O aardvark é um mamífero africano cuja alimentação é basicamente composta por cupins e formigas.
Os episódios tinham em média 6 minutos de duração.

## Lista de episódios
Nomes originais (em inglês), entre parênteses (em português)
1) The Ant And The Aardvark (O Piquenique)
Sinopse: A Formiga faz um piquenique e tenta relaxar, mas o Tamanduá aparece e tenta comê-la.
2) Hasty But Tasty (Piquenique Frustrado)
Sinopse: A Formiga pega alimentos de um piquenique e o Tamanduá aparece para tentar pegar ela, mas não consegue.
3) The Ant From Uncle (Tia Formiga) 
Sinopse: Em mais uma tentativa de capturar a Formiga, o Tamanduá se depara com um detalhe: ele conhece a Tia da Formiga, que tem o nome de Demé. Curiosidade: neste episódio, é revelado o nome da formiga: Charlie.
4) I've Got Ants In My Plans (Essa Formiga é Minha)
Sinopse: O Tamanduá Azul ganha a concorrência de um rival da cor verde na busca incessante pela Formiga, fazendo com que eles se enfrentem, sem sucesso de ambos.
5) Technology, Phooey (Alta Tecnologia)
Sinopse: O Tamanduá adquire um computador para ajudá-lo na caça a Formiga, tendo instruções dadas pela máquina, mas ele não consegue o objetivo. No final, ao discutir com o animal, o computador diz que, é na verdade, uma torradeira automática.
6) Never Bug An Ant (Não se meta com a Formiga)
Sinopse: O Tamanduá sofre com as tentativas fracassadas de pegar a Formiga e fala que queria ser outra coisa.
7) Dune Bug (Tamanduá Vira-Latas)
Sinopse: Tentando capturar a Formiga na praia, o Tamanduá é expulso da mesma por ser comparado a um cão que estava querendo entrar nela sem coleira.
8) Isle Of Caprice (Ilha das Formigas)
Sinopse: Preso numa ilha somente com coco, o Tamanduá observa Formigas que estão no outro lado e tenta invadir, mas um tubarão estraga seus planos.
9) Scratch A Tiger (Amigo Tigro)
Sinopse: Um Tigre que foi ajudado pela Formiga quando o animal teve seu pé machucado vira aliado dela para evitar que o Tamanduá pegue o pequeno. No final, o Tigre agradece ao grandalhão pela mesma coisa e acaba por ir atrás da Formiga.
10) Odd Ant Out (Tamanduá vs. Tamanduá)
Sinopse: Os Tamanduás brigam por conta de uma lata cheia de Formigas cobertas de Chocolate. Eles tentam, mas não conseguem abri-lo. No final, uma formiga abre a lata e encontra Charlie, que estava dentro dela.
11) Ants In The Pantry (Espaguete de Formigas)
Sinopse: Sendo ajudado pelo Controle de Pestes de Bonga, o Tamanduá tenta capturar a Formiga, mas não consegue. No final, ele acaba por comer espaguete, pois é uma das poucas coisas que pode comer, devido ao tamanho do nariz.
12) Science Friction (Friçcão Científica)
Sinopse: A Formiga é levada para um estudo científico, mas o Tamanduá tenta pegá-la de todas as maneiras, porém é impedido pelo cientista que estava trabalhando no estudo da Formiga.
13) Mumbo Jumbo (Irmãos da Floresta)
Sinopse: A Formiga ganha ajuda de um elefante para se proteger do Tamanduá, pelo fato deles participarem de reuniões na cabana 202.
14) The Froze Nose Knows (Tamanduá Congelado)
Sinopse: O Tamanduá desconfia da previsão que falava sobre uma grande nevasca, mas ele percebe que era verdade. Mesmo assim, ele tenta capturar a Formiga, porém sem sucesso. Para piorar as coisas, um urso ficou dormindo na cama dele.
15) Don't Hustle An Ant With Muscle (Cuidado com a Formiga Musculosa)
Sinopse: A Formiga toma algumas cápsulas de uma vitamina que o deixa mais forte, tirando o Tamanduá do sério. Mas, ele perde a força após ter comido um lanche e o rival decide ir atrás dele.
16) Rough Brunch (O Cupim e a Formiga)
Sinopse: Um Cupim vira amigo da Formiga e impede o Tamanduá de capturar o pequeno.
17) From Bed To Worse (Tamanduá Azarado)
Sinopse: Após correrem, a Formiga e o Tamanduá são atropelados e levados ao Hospital, onde o grande tem problemas com um cão. No final, eles recebem alta, mas retornam ao hospital depois de correrem e serem atropelados novamente.

## Ficha técnica
- Distribuição: United Artists, Metro Goldwyn Mayer e Warner Bros.
- Direção: Friz Freleng
- Produção: David H. DePatie e Friz Freleng
- Animação: Manny Perez, Warren Batchelder, Manny Gould, Don Williams
- Roteirista: John W. Dunn
- Data de estréia: 5 de Março de 1969
- Cor: Colorido

## Dublagem
| Personagem | Intérprete Original | Dublador                 | Dublador                      |
| Personagem | Intérprete Original | 1ª Dublagem (CineCastro) | 2ª Dublagem (Herbert Richers) |
| ---------- | ------------------- | ------------------------ | ----------------------------- |
| Formiga    | John Byner          | Bruno Netto              | Mauro Ramos                   |
| Tamanduá   | John Byner          | Ionei Silva              | Luiz Feier Motta              |